# Kehidakustány
Kehidakustány è un comune dell'Ungheria di 1.059 abitanti (dati 2001). È situato nella contea di Zala.